# 司馬遹
司馬 遹（しば いつ）は、西晋の皇太子。字は熙祖。諡は愍懐太子（びんかいたいし）。第2代皇帝恵帝司馬衷の長男。生母は淑妃（側室）の謝玖。

## 生涯

### 幼少期
幼い頃から聡明であり、祖父の武帝司馬炎に溺愛され、いつも傍らにいた。
諸皇子と共に殿上で戯れていた時、父の司馬衷がやって来ると諸皇子の手を取った。次に司馬衷は司馬遹が自分の子であると気づかずにその手を取ったが、司馬炎は「それは汝の子であるぞ」と言うと、司馬衷は手を離したという。
太康3年（282年）、城下で火事が起こると司馬炎は楼の上でこれを眺めていたが、当時5歳であった司馬遹は武帝の裾を引っ張り、日の届かない暗中へ連れ出した。武帝がこの意図を問うと、司馬遹は「夜に慌ただしい事が起こった時は、用心すべきです、人君（皇帝）の姿をこのように照らし出させてはなりません」と諫めたので、武帝はこれを只者ではないと感じた。ある時、武帝に従って豚小屋を見に行くと、司馬遹は「豚は甚だ肥えているのに、どうして士に命じて殺さず、久しく五穀を食べさせているのですか」と言った。武帝は孫の意見を嘉し、すぐに豚を殺させた。武帝は司馬遹の背を撫でると、廷尉傅祗へ「この子はまさにわが家系を興隆させるであろう」と称賛した。楊駿・馮紞・荀勗ら群臣もまた「皇孫殿下（司馬遹）は、宣帝（司馬懿）に似ておられる」と称賛したので、ここにおいてその評判は天下に流れた。武帝が暗愚と言われる司馬衷を後継ぎにした背景には、愛する孫に対する過大な期待もあったと言われている。
望気者（雲気から吉凶を占う者）は広陵に天子の気があると告げたので、司馬遹は広陵王に封じられ、食邑5万戸を与えられた。劉寔を師とし、孟珩を友とし、楊準・馮蓀を文学（経書を教授する職）とした。
ただし、尚書衛瓘・少保和嶠は「皇太子が凡庸なのは事実です。また皇太孫は、聡明でいらっしゃるが、軽薄な性質が懸念されるお方です。これでは治世を保つことは困難でしょう」と反対意見を示した。

### 皇太子となる
太熙元年（290年）4月、武帝が56歳で崩じて司馬衷が恵帝として即位すると、8月に司馬遹は皇太子に立てられて東宮に入った。盛んに徳望ある人物が司馬遹の師傅となり、何劭が太子太師に、王戎が太子太傅に、楊済が太子太保に、裴楷が太子少師に、張華が太子少傅に、和嶠が太子少保に任じられ、司馬遹に仕えた。詔が下り「遹は未だ幼蒙であり、今東宮に入ったが、ただ師傅や群賢の訓えを頼りとするように。共に遊ぶ側近には正人を置いて協力し合い、互いに成長し合える益者となるように」とされると、これにより太保衛瓘の子衛庭、司空司馬泰の子司馬略、太子太傅楊済の子楊毖、太子少師裴楷の子裴憲、太子少傅張華の子張禕、尚書令華暠の子華恒らを司馬遹と交遊させて助け導かせた。
司馬遹は成長するとあまり学問を好まず、ただ側近と遊び惚けるようになり、彼を教導する者を尊敬しなくなった。嫡母で恵帝の皇后の賈南風は司馬遹の存在を妬んでおり、しばしば生母の謝玖を別室に置き、極力司馬遹と会わせないようにした。また、司馬遹をさらに遊興に耽らせて評判を落とさせようと思い、密かに宦官を差し向けた。宦官は司馬遹へ媚びて「殿下は誠に盛んに成長なさり、望みのままに行動する事ができる立場にあります。にもかかわらず、どうして自ら我慢さっておられるのでしょうか」と告げた。また、司馬遹が喜怒を示す度にいつも「殿下は威計を用いる事を知りません。どうして天下を畏服できない事がありましょうか」と述べた。ここにおいて、彼への評判は次第に失われていった。
司馬遹は侍者を廃すると、いつも後園で遊戯に戯れた。ある時、側近に馬に乗って走り出すよう命じると、鞅勒（馬具）を切り落として地面に落下する様を楽しんだ。司馬遹は些細な恨みに拘る性分で、罪を犯して逆らう者があれば、自ら鞭で撃った。また、家屋を修築したり移動させる事を決して許さなかった。宮中に市場を作ると、家畜を屠殺させた。生母謝玖は屠殺業者の娘だったので、司馬遹は自ら両手で肉の重さを計ると、正確に当てることができたという。また、司馬遹は陰陽の占いを好み、それにより多くの禁忌が設けられた。また、皇帝用の菜園から葵菜・藍子・鶏・麺などの農作物を売り、利益を得ていた。東宮の古い制度では、月に50万銭を徴収し、民衆の為に備蓄する事になっていたが、司馬遹はいつも2月分を搾取すると、妾や寵臣に与えていた。洗馬の江統は『多少体調が悪くても、入朝して皇帝に謁見する』、『頻繁に師傅から講義を受けて善道を学ぶ』、『画室にいる時間や後園で彫刻をする時間を減らす』、『西園で野菜を売るのは国体を損なうので控える』、『家屋を修築し、陰陽等の禁忌にとらわれないようにする』という5つの事を陳述し司馬遹を諌めたが、容れられなかった。舎人の杜錫は、司馬遹が賈南風の子でなく、また賈南風の性格が凶暴である事から、深くこれを憂慮した。そのために、杜錫は忠規を尽くして常に司馬遹へ徳を修めて善を進めるよう申し述べ、宦官らの讒謗を遠ざけさせた。司馬遹は怒り、杜錫がいつも座る敷物の中に針を仕込ませ、これを刺した。
妾の蔣俊は司馬遹の寵愛を受け、司馬虨を産んだ。蔣俊は賞賜を盛んにして皇孫（司馬虨）の遊び道具を作るよう請うと、司馬遹はこれを認めた。

### 賈謐との対立
当時、外戚の賈氏が朝政を専断しており、特に賈南風の妹の賈午の子である賈謐は皇帝を凌ぐほどの権勢を誇った。
元康10年（299年）、賈謐は東宮で司馬遹へ学問の講義をするようになったが、司馬遹は賈謐が賈南風の後ろ盾を得て権勢を振りかざしている事を妬み、これを喜ばなかったので、賈謐もまた恨みを抱いた。また、賈謐は以前からしばしば司馬遹へ無礼を働いており、祖母の郭槐から窘められた事もあった。ある時、司馬遹と囲碁を行うといつも指し手の事で言い争い、一切遠慮がなかった。年少の叔父の成都王司馬穎がこれに同席した時、賈謐の振る舞いを見て「皇太子は国の儲君であるのに、賈謐はなんと無礼なのか」と血相を変えて叱りつけた。賈謐はこれを恐れ、また不満を抱いたので賈南風へこの事を相談した。これにより、司馬穎を平北将軍に任じ、鄴城の鎮守を命じて朝廷から追い出した。
郭槐は娘の賈南風に男子が産まれないため、司馬遹を実子のように育てるよう諭したが、賈南風は彼を忌み嫌っていたので拒絶した。また、郭槐は賈午の夫の韓寿の娘（賈謐の姉妹）を太子妃に立てようとすると、司馬遹もまた韓寿の娘を妃にして地位を固めたいと思った。だが、賈南風は賈午と共に猛反対し、王衍の長女の王景風を司馬遹と結婚させる事にした。王衍の長女は美麗であり、司馬遹は長女との結婚を望んだが、賈謐が長女を娶ったのでやむなく王衍の次女の王恵風を妻とした。これにより、司馬遹は賈謐への不満をさらに積もらせた。
司馬遹は強情な性格であったので、賈謐との関係を改善しようと思わず、逆に賈謐が東宮に来ると後庭に隠れて避けるようになった。詹事裴権は「賈謐は皇后の近くにおり、異謀を抱いております。もし一度でも賈謐との間に何かあれば、大事（皇帝即位）は去ってしまうでしょう。どうか自重なさって変事を防ぎ、賢士を侍らせてよく補佐させますよう」と諫言したが、改めなかった。賈謐は賈南風の前で司馬遹を讒言し「太子は私財を用いて小人と結んでおり、恐らく賈氏に対抗するためかと思われます。もし皇帝が崩御されたら、楊氏の時のように臣らは謀殺され、皇后は金墉に監禁されることになります。今のうちに手を打ち、恭順な者を跡継ぎに入れ替えるべきです」と述べると、賈南風はこれに同意し、司馬遹の欠点を周囲の前で公表した。また、自らが妊娠したと偽って出産に必要な物を集めさせ、秘かに韓寿の子を宮中に入れると、これを自らの子として皇太子に立てようと目論んだ。

### 皇太子廃立
朝廷では賈南風が司馬遹に害をなそうとしている事は周知の事実であり、中護軍趙俊は司馬遹へ賈南風を廃すよう勧めたが、応じなかった。
12月、賈南風は恵帝が病に倒れた、と司馬遹に伝えて入朝を命じた。そして、宮殿に来た司馬遹を別室に入れると、婢女の陳舞に命じて陛下から賜った酒と称して3升を飲ませた。司馬遹がこれを拒絶すると、陳舞は「天（皇帝）が下賜した酒が飲めないというのですか！毒が入っているとお疑いですが！それは不孝というべきではないでしょうか！」と責め立てたので、やむなく酒を飲み干して酩酊状態に陥った。賈南風は黄門侍郎潘岳に「太子と謝妃（謝玖、司馬遹の母）は共に議論し、恵帝と賈皇后を廃す事を決めた。その後、道文（司馬虨の字）を王に立て、蔣保林（蔣俊、司馬虨の母。保林は東宮の妃妾の等級）を皇后とする。これらを北帝に祈る」という文章を書かせると、司馬遹に筆と紙を渡し、詔と偽って同じ内容を書くよう命じた。酔いつぶれていた司馬遹は訳もわからず書き写し、字がつぶれた所は賈南風が修正して恵帝に提出した。
恵帝は公卿百官を集めると、黄門令董猛に司馬遹が書いた文書を発表させ、司馬遹へ死を下賜すると宣言した。張華と裴頠は偽作を疑ったが、賈南風が筆跡がわかる書類十数枚を見せると、疑う者はいなくなった。賈南風は董猛に命じ、長広公主（武帝の娘）の言葉と称して「速やかに決断すべきなのに群臣の意見が定まっておりません。詔に反する者は軍法に即して裁くべきです」と告げさせた。だが、なおも張華らが頑なに反対したので、賈南風は次第に政変を恐れるようになり、司馬遹の処刑を諦めて庶人に落とすよう進言し、恵帝はこれに同意した。
これを受け、大将軍・梁王司馬肜、鎮東将軍・淮南王司馬允・前将軍・東武公司馬澹・趙王司馬倫・太保何劭は東宮に詣でた。この日、司馬遹は玄圃で遊んでいた時に使者の到来を聞き、服を改めて崇賢門を出ると、再拝して詔を受け入れ、承華門を歩いて出て、粗末な犢車に乗った。
司馬遹は庶人に落とされ、司馬澹が兵を率いて王夫人と子の司馬虨・司馬臧・司馬尚と共に金墉城に護送した。司馬遹の生母の謝玖と妻の一人の蔣俊（司馬虨の母）は殺害された。

### 最期
永康元年（300年）1月、西戎校尉司馬閻纘は死を覚悟して上書し「かつて、漢の戻太子（劉拠）は挙兵して帝の命に逆らいましたが、その罪は笞刑であるといわれました。今、太子が弾劾を受けましたが、逮捕された時も道を失って逆らわず、その罪も戾太子より軽いものです。師傅を選びなおし、厳しく教え諭すべきです。それでも反省することがなかったら、改めて廃位しても決して遅くはありません」と述べたが、容れられなかった。
賈南風は宦官の一人に命じて「太子と謀反を図った」と言って自首させた。恵帝は司馬澹に命じて金墉城の司馬遹を許昌宮に護送し、幽閉させた。恵帝は司馬遹の見送りを禁じたが、江統・潘滔を始め多くの宮臣が伊水まで出向いて司馬遹を見送ったという。治書御史劉振は持節を与えられて、許昌宮を監視した。これを聞いた王衍は急いで娘の太子妃王恵風を司馬遹と離婚させた。司馬遹は許昌に幽閉された後、王恵風に冤罪を訴える手紙を書いた。しかし、父の王衍は賈南風を恐れてこれを見過ごした。
3月、右衛督司馬雅・常従督許超はかつて東宮に仕えていたので、皇太子廃位に大いに憤った。彼らは殿中中郎の士猗等と共に賈南風を廃して皇太子の復位を目論み、強大な兵権を握る趙王司馬倫に協力を仰ごうと思い、司馬倫の腹心の孫秀へ協力を持ち掛けた。孫秀は表向きはこれに同意したが、裏では密かに司馬倫へ、賈南風廃立の謀略をわざと漏らして賈南風に司馬遹を殺害させ、その後仇をとるという大義名分で賈南風を廃して政権を掌握するよう勧め、司馬倫は同意した。 孫秀は司馬雅らが皇后を廃して太子を迎え入れようとしていると言う噂を流すと、賈南風は各所に配置していた宮婢からこの情報を入手し、驚愕した。同時に、司馬倫と孫秀は賈謐らに司馬遹の復位の動きがあることを進言すると、 賈南風は遂に謀殺を決め、太医令程拠に毒薬を作らせ、恵帝の命令と偽って宦官で黄門の孫慮に届けさせた。だが、司馬遹は常に毒殺を恐れていたので、警戒して口にしなかった。孫慮は監視役の劉振に命じ、司馬遹を小坊に移して食事を絶たせた。だが、壁の上から司馬遹に食糧を差し入れをする人が宮中にいた。痺れをきらせた孫慮は司馬遹に毒を飲むよう強制したが、司馬遹が頑なに毒を飲むことを拒否したため、孫慮は廁に連れ出すと薬杵（薬を調合する棒）で司馬遹を殴殺した。司馬遹の大きな叫び声は、外からも聞こえたという。享年23であった。
百官は司馬遹を庶人の礼で葬儀をするよう上奏したが、賈南風は敢えて心を痛めている振りをして、改めて封じた広陵王の礼で葬儀を行わせた。
4月、司馬倫と孫秀が政変を起こして賈氏一派を誅殺すると、司馬遹殺害に加担した劉振・孫慮・程拠らも尽く誅殺された。これにより司馬遹の名誉は回復され、位は戻された。尚書和郁が東宮の官員を率いて許昌から死体を迎え入れた。喪に服すと、恵帝は斬衰を着用し、郡臣も一斉にこれに倣った。
6月、顕平陵で葬られ、愍懐太子と諡された。司馬遹の子で同年に幽閉中に夭折していた司馬虨には南陽王が追封され、司馬虨の弟の司馬臧は臨淮王に、司馬尚は襄陽王に封じられた。
その後、司馬遹の息子2人が相次いで皇太孫となるが、次男の司馬臧は司馬倫に殺害され、三男の司馬尚も夭折し、司馬遹の血統は途絶えた。

## 宗室
- 『晋書』本紀巻1～10、列伝巻7・8・29・44・68・69による
- 太字は皇帝（追贈含む）、数字は即位順。
- 灰網掛けは八王の乱にて殺害された人物。

|                 |                 |                 |                 |                 |                 |  |  |                 |                 |                 |                 |                 |                 |  |  |                 |                 |                 |                 |                 |                 |  |  |               |               |               |               |               |               |  |  | 舞陽侯 司馬防 |               |               |               |               |               |  |  |               |               |               |               |               |               |  |  |                |                |                |                |                |                |  |  |                |                |                |                |                |                |  |  |                 |                 |                 |                 |                 |                 |  |  |               |               |               |               |               |               |  |  |  |  |  |  |  |  |  |  |  |  |  |  |  |  |  |  |  |  |  |  |  |  |  |  |  |  |  |  |  |  |  |  |  |  |  |  |  |  |  |  |  |  |  |  |  |  |  |  |
|                 |                 |                 |                 |                 |                 |  |  |                 |                 |                 |                 |                 |                 |  |  |                 |                 |                 |                 |                 |                 |  |  |               |               |               |               |               |               |  |  |               |               |               |               |               |               |  |  |               |               |               |               |               |               |  |  |                |                |                |                |                |                |  |  |                |                |                |                |                |                |  |  |                 |                 |                 |                 |                 |                 |  |  |               |               |               |               |               |               |  |  |  |  |  |  |  |  |  |  |  |  |  |  |  |  |  |  |  |  |  |  |  |  |  |  |  |  |  |  |  |  |  |  |  |  |  |  |  |  |  |  |  |  |  |  |  |  |  |  |
|                 |                 |                 |                 |                 |                 |  |  |                 |                 |                 |                 |                 |                 |  |  |                 |                 |                 |                 |                 |                 |  |  |               |               |               |               |               |               |  |  |               |               |               |               |               |               |  |  |               |               |               |               |               |               |  |  |                |                |                |                |                |                |  |  |                |                |                |                |                |                |  |  |                 |                 |                 |                 |                 |                 |  |  |               |               |               |               |               |               |  |  |  |  |  |  |  |  |  |  |  |  |  |  |  |  |  |  |  |  |  |  |  |  |  |  |  |  |  |  |  |  |  |  |  |  |  |  |  |  |  |  |  |  |  |  |  |  |  |  |
|                 |                 |                 |                 |                 |                 |  |  |                 |                 |                 |                 |                 |                 |  |  | (追)宣帝 司馬懿 | (追)宣帝 司馬懿 | (追)宣帝 司馬懿 | (追)宣帝 司馬懿 | (追)宣帝 司馬懿 | (追)宣帝 司馬懿 |  |  |               |               |               |               |               |               |  |  |               |               |               |               |               |               |  |  |               |               |               |               |               |               |  |  | 安平王 司馬孚  | 安平王 司馬孚  | 安平王 司馬孚  | 安平王 司馬孚  | 安平王 司馬孚  | 安平王 司馬孚  |  |  |                |                |                |                |                |                |  |  | 東武城侯 司馬馗 | 東武城侯 司馬馗 | 東武城侯 司馬馗 | 東武城侯 司馬馗 | 東武城侯 司馬馗 | 東武城侯 司馬馗 |  |  |               |               |               |               |               |               |  |  |  |  |  |  |  |  |  |  |  |  |  |  |  |  |  |  |  |  |  |  |  |  |  |  |  |  |  |  |  |  |  |  |  |  |  |  |  |  |  |  |  |  |  |  |  |  |  |  |
|                 |                 |                 |                 |                 |                 |  |  |                 |                 |                 |                 |                 |                 |  |  | (追)宣帝 司馬懿 | (追)宣帝 司馬懿 | (追)宣帝 司馬懿 | (追)宣帝 司馬懿 | (追)宣帝 司馬懿 | (追)宣帝 司馬懿 |  |  |               |               |               |               |               |               |  |  |               |               |               |               |               |               |  |  |               |               |               |               |               |               |  |  | 安平王 司馬孚  | 安平王 司馬孚  | 安平王 司馬孚  | 安平王 司馬孚  | 安平王 司馬孚  | 安平王 司馬孚  |  |  |                |                |                |                |                |                |  |  | 東武城侯 司馬馗 | 東武城侯 司馬馗 | 東武城侯 司馬馗 | 東武城侯 司馬馗 | 東武城侯 司馬馗 | 東武城侯 司馬馗 |  |  |               |               |               |               |               |               |  |  |  |  |  |  |  |  |  |  |  |  |  |  |  |  |  |  |  |  |  |  |  |  |  |  |  |  |  |  |  |  |  |  |  |  |  |  |  |  |  |  |  |  |  |  |  |  |  |  |
|                 |                 |                 |                 |                 |                 |  |  |                 |                 |                 |                 |                 |                 |  |  |                 |                 |                 |                 |                 |                 |  |  |               |               |               |               |               |               |  |  |               |               |               |               |               |               |  |  |               |               |               |               |               |               |  |  |                |                |                |                |                |                |  |  |                |                |                |                |                |                |  |  |                 |                 |                 |                 |                 |                 |  |  |               |               |               |               |               |               |  |  |  |  |  |  |  |  |  |  |  |  |  |  |  |  |  |  |  |  |  |  |  |  |  |  |  |  |  |  |  |  |  |  |  |  |  |  |  |  |  |  |  |  |  |  |  |  |  |  |
| (追)景帝 司馬師 | (追)景帝 司馬師 | (追)景帝 司馬師 | (追)景帝 司馬師 | (追)景帝 司馬師 | (追)景帝 司馬師 |  |  | (追)文帝 司馬昭 | (追)文帝 司馬昭 | (追)文帝 司馬昭 | (追)文帝 司馬昭 | (追)文帝 司馬昭 | (追)文帝 司馬昭 |  |  | 汝南王 司馬亮   | 汝南王 司馬亮   | 汝南王 司馬亮   | 汝南王 司馬亮   | 汝南王 司馬亮   | 汝南王 司馬亮   |  |  | 琅邪王 司馬伷 | 琅邪王 司馬伷 | 琅邪王 司馬伷 | 琅邪王 司馬伷 | 琅邪王 司馬伷 | 琅邪王 司馬伷 |  |  | 梁王 司馬肜   | 梁王 司馬肜   | 梁王 司馬肜   | 梁王 司馬肜   | 梁王 司馬肜   | 梁王 司馬肜   |  |  | 趙王 司馬倫   | 趙王 司馬倫   | 趙王 司馬倫   | 趙王 司馬倫   | 趙王 司馬倫   | 趙王 司馬倫   |  |  | 太原王 司馬瓌  | 太原王 司馬瓌  | 太原王 司馬瓌  | 太原王 司馬瓌  | 太原王 司馬瓌  | 太原王 司馬瓌  |  |  |                |                |                |                |                |                |  |  | 高密王 司馬泰   | 高密王 司馬泰   | 高密王 司馬泰   | 高密王 司馬泰   | 高密王 司馬泰   | 高密王 司馬泰   |  |  |               |               |               |               |               |               |  |  |  |  |  |  |  |  |  |  |  |  |  |  |  |  |  |  |  |  |  |  |  |  |  |  |  |  |  |  |  |  |  |  |  |  |  |  |  |  |  |  |  |  |  |  |  |  |  |  |
| (追)景帝 司馬師 | (追)景帝 司馬師 | (追)景帝 司馬師 | (追)景帝 司馬師 | (追)景帝 司馬師 | (追)景帝 司馬師 |  |  | (追)文帝 司馬昭 | (追)文帝 司馬昭 | (追)文帝 司馬昭 | (追)文帝 司馬昭 | (追)文帝 司馬昭 | (追)文帝 司馬昭 |  |  | 汝南王 司馬亮   | 汝南王 司馬亮   | 汝南王 司馬亮   | 汝南王 司馬亮   | 汝南王 司馬亮   | 汝南王 司馬亮   |  |  | 琅邪王 司馬伷 | 琅邪王 司馬伷 | 琅邪王 司馬伷 | 琅邪王 司馬伷 | 琅邪王 司馬伷 | 琅邪王 司馬伷 |  |  | 梁王 司馬肜   | 梁王 司馬肜   | 梁王 司馬肜   | 梁王 司馬肜   | 梁王 司馬肜   | 梁王 司馬肜   |  |  | 趙王 司馬倫   | 趙王 司馬倫   | 趙王 司馬倫   | 趙王 司馬倫   | 趙王 司馬倫   | 趙王 司馬倫   |  |  | 太原王 司馬瓌  | 太原王 司馬瓌  | 太原王 司馬瓌  | 太原王 司馬瓌  | 太原王 司馬瓌  | 太原王 司馬瓌  |  |  |                |                |                |                |                |                |  |  | 高密王 司馬泰   | 高密王 司馬泰   | 高密王 司馬泰   | 高密王 司馬泰   | 高密王 司馬泰   | 高密王 司馬泰   |  |  |               |               |               |               |               |               |  |  |  |  |  |  |  |  |  |  |  |  |  |  |  |  |  |  |  |  |  |  |  |  |  |  |  |  |  |  |  |  |  |  |  |  |  |  |  |  |  |  |  |  |  |  |  |  |  |  |
|                 |                 |                 |                 |                 |                 |  |  |                 |                 |                 |                 |                 |                 |  |  |                 |                 |                 |                 |                 |                 |  |  |               |               |               |               |               |               |  |  |               |               |               |               |               |               |  |  |               |               |               |               |               |               |  |  |                |                |                |                |                |                |  |  |                |                |                |                |                |                |  |  |                 |                 |                 |                 |                 |                 |  |  |               |               |               |               |               |               |  |  |  |  |  |  |  |  |  |  |  |  |  |  |  |  |  |  |  |  |  |  |  |  |  |  |  |  |  |  |  |  |  |  |  |  |  |  |  |  |  |  |  |  |  |  |  |  |  |  |
| 斉王 司馬攸     | 斉王 司馬攸     | 斉王 司馬攸     | 斉王 司馬攸     | 斉王 司馬攸     | 斉王 司馬攸     |  |  | (1)武帝 司馬炎  | (1)武帝 司馬炎  | (1)武帝 司馬炎  | (1)武帝 司馬炎  | (1)武帝 司馬炎  | (1)武帝 司馬炎  |  |  |                 |                 |                 |                 |                 |                 |  |  | 琅邪王 司馬覲 | 琅邪王 司馬覲 | 琅邪王 司馬覲 | 琅邪王 司馬覲 | 琅邪王 司馬覲 | 琅邪王 司馬覲 |  |  |               |               |               |               |               |               |  |  |               |               |               |               |               |               |  |  | 河間王 司馬顒  | 河間王 司馬顒  | 河間王 司馬顒  | 河間王 司馬顒  | 河間王 司馬顒  | 河間王 司馬顒  |  |  | 東海王 司馬越  | 東海王 司馬越  | 東海王 司馬越  | 東海王 司馬越  | 東海王 司馬越  | 東海王 司馬越  |  |  | 新蔡王 司馬騰   | 新蔡王 司馬騰   | 新蔡王 司馬騰   | 新蔡王 司馬騰   | 新蔡王 司馬騰   | 新蔡王 司馬騰   |  |  | 南陽王 司馬模 | 南陽王 司馬模 | 南陽王 司馬模 | 南陽王 司馬模 | 南陽王 司馬模 | 南陽王 司馬模 |  |  |  |  |  |  |  |  |  |  |  |  |  |  |  |  |  |  |  |  |  |  |  |  |  |  |  |  |  |  |  |  |  |  |  |  |  |  |  |  |  |  |  |  |  |  |  |  |  |  |
| 斉王 司馬攸     | 斉王 司馬攸     | 斉王 司馬攸     | 斉王 司馬攸     | 斉王 司馬攸     | 斉王 司馬攸     |  |  | (1)武帝 司馬炎  | (1)武帝 司馬炎  | (1)武帝 司馬炎  | (1)武帝 司馬炎  | (1)武帝 司馬炎  | (1)武帝 司馬炎  |  |  |                 |                 |                 |                 |                 |                 |  |  | 琅邪王 司馬覲 | 琅邪王 司馬覲 | 琅邪王 司馬覲 | 琅邪王 司馬覲 | 琅邪王 司馬覲 | 琅邪王 司馬覲 |  |  |               |               |               |               |               |               |  |  |               |               |               |               |               |               |  |  | 河間王 司馬顒  | 河間王 司馬顒  | 河間王 司馬顒  | 河間王 司馬顒  | 河間王 司馬顒  | 河間王 司馬顒  |  |  | 東海王 司馬越  | 東海王 司馬越  | 東海王 司馬越  | 東海王 司馬越  | 東海王 司馬越  | 東海王 司馬越  |  |  | 新蔡王 司馬騰   | 新蔡王 司馬騰   | 新蔡王 司馬騰   | 新蔡王 司馬騰   | 新蔡王 司馬騰   | 新蔡王 司馬騰   |  |  | 南陽王 司馬模 | 南陽王 司馬模 | 南陽王 司馬模 | 南陽王 司馬模 | 南陽王 司馬模 | 南陽王 司馬模 |  |  |  |  |  |  |  |  |  |  |  |  |  |  |  |  |  |  |  |  |  |  |  |  |  |  |  |  |  |  |  |  |  |  |  |  |  |  |  |  |  |  |  |  |  |  |  |  |  |  |
|                 |                 |                 |                 |                 |                 |  |  |                 |                 |                 |                 |                 |                 |  |  |                 |                 |                 |                 |                 |                 |  |  |               |               |               |               |               |               |  |  |               |               |               |               |               |               |  |  |               |               |               |               |               |               |  |  |                |                |                |                |                |                |  |  |                |                |                |                |                |                |  |  |                 |                 |                 |                 |                 |                 |  |  |               |               |               |               |               |               |  |  |  |  |  |  |  |  |  |  |  |  |  |  |  |  |  |  |  |  |  |  |  |  |  |  |  |  |  |  |  |  |  |  |  |  |  |  |  |  |  |  |  |  |  |  |  |  |  |  |
| 斉王 司馬冏     | 斉王 司馬冏     | 斉王 司馬冏     | 斉王 司馬冏     | 斉王 司馬冏     | 斉王 司馬冏     |  |  | (2)恵帝 司馬衷  | (2)恵帝 司馬衷  | (2)恵帝 司馬衷  | (2)恵帝 司馬衷  | (2)恵帝 司馬衷  | (2)恵帝 司馬衷  |  |  | 楚王 司馬瑋     | 楚王 司馬瑋     | 楚王 司馬瑋     | 楚王 司馬瑋     | 楚王 司馬瑋     | 楚王 司馬瑋     |  |  | 淮南王 司馬允 | 淮南王 司馬允 | 淮南王 司馬允 | 淮南王 司馬允 | 淮南王 司馬允 | 淮南王 司馬允 |  |  | 長沙王 司馬乂 | 長沙王 司馬乂 | 長沙王 司馬乂 | 長沙王 司馬乂 | 長沙王 司馬乂 | 長沙王 司馬乂 |  |  | 成都王 司馬穎 | 成都王 司馬穎 | 成都王 司馬穎 | 成都王 司馬穎 | 成都王 司馬穎 | 成都王 司馬穎 |  |  | (3)懐帝 司馬熾 | (3)懐帝 司馬熾 | (3)懐帝 司馬熾 | (3)懐帝 司馬熾 | (3)懐帝 司馬熾 | (3)懐帝 司馬熾 |  |  | 呉王 司馬晏    | 呉王 司馬晏    | 呉王 司馬晏    | 呉王 司馬晏    | 呉王 司馬晏    | 呉王 司馬晏    |  |  |                 |                 |                 |                 |                 |                 |  |  | 南陽王 司馬保 | 南陽王 司馬保 | 南陽王 司馬保 | 南陽王 司馬保 | 南陽王 司馬保 | 南陽王 司馬保 |  |  |  |  |  |  |  |  |  |  |  |  |  |  |  |  |  |  |  |  |  |  |  |  |  |  |  |  |  |  |  |  |  |  |  |  |  |  |  |  |  |  |  |  |  |  |  |  |  |  |
| 斉王 司馬冏     | 斉王 司馬冏     | 斉王 司馬冏     | 斉王 司馬冏     | 斉王 司馬冏     | 斉王 司馬冏     |  |  | (2)恵帝 司馬衷  | (2)恵帝 司馬衷  | (2)恵帝 司馬衷  | (2)恵帝 司馬衷  | (2)恵帝 司馬衷  | (2)恵帝 司馬衷  |  |  | 楚王 司馬瑋     | 楚王 司馬瑋     | 楚王 司馬瑋     | 楚王 司馬瑋     | 楚王 司馬瑋     | 楚王 司馬瑋     |  |  | 淮南王 司馬允 | 淮南王 司馬允 | 淮南王 司馬允 | 淮南王 司馬允 | 淮南王 司馬允 | 淮南王 司馬允 |  |  | 長沙王 司馬乂 | 長沙王 司馬乂 | 長沙王 司馬乂 | 長沙王 司馬乂 | 長沙王 司馬乂 | 長沙王 司馬乂 |  |  | 成都王 司馬穎 | 成都王 司馬穎 | 成都王 司馬穎 | 成都王 司馬穎 | 成都王 司馬穎 | 成都王 司馬穎 |  |  | (3)懐帝 司馬熾 | (3)懐帝 司馬熾 | (3)懐帝 司馬熾 | (3)懐帝 司馬熾 | (3)懐帝 司馬熾 | (3)懐帝 司馬熾 |  |  | 呉王 司馬晏    | 呉王 司馬晏    | 呉王 司馬晏    | 呉王 司馬晏    | 呉王 司馬晏    | 呉王 司馬晏    |  |  |                 |                 |                 |                 |                 |                 |  |  | 南陽王 司馬保 | 南陽王 司馬保 | 南陽王 司馬保 | 南陽王 司馬保 | 南陽王 司馬保 | 南陽王 司馬保 |  |  |  |  |  |  |  |  |  |  |  |  |  |  |  |  |  |  |  |  |  |  |  |  |  |  |  |  |  |  |  |  |  |  |  |  |  |  |  |  |  |  |  |  |  |  |  |  |  |  |
|                 |                 |                 |                 |                 |                 |  |  | 愍懐太子 司馬遹 | 愍懐太子 司馬遹 | 愍懐太子 司馬遹 | 愍懐太子 司馬遹 | 愍懐太子 司馬遹 | 愍懐太子 司馬遹 |  |  |                 |                 |                 |                 |                 |                 |  |  |               |               |               |               |               |               |  |  |               |               |               |               |               |               |  |  |               |               |               |               |               |               |  |  |                |                |                |                |                |                |  |  | (4)愍帝 司馬鄴 | (4)愍帝 司馬鄴 | (4)愍帝 司馬鄴 | (4)愍帝 司馬鄴 | (4)愍帝 司馬鄴 | (4)愍帝 司馬鄴 |  |  |                 |                 |                 |                 |                 |                 |  |  |               |               |               |               |               |               |  |  |  |  |  |  |  |  |  |  |  |  |  |  |  |  |  |  |  |  |  |  |  |  |  |  |  |  |  |  |  |  |  |  |  |  |  |  |  |  |  |  |  |  |  |  |  |  |  |  |

### 妻妾
- 正室：太孫太妃 王恵風（太尉王衍の次女。元康9年12月に離縁され、後に前趙の劉曜配下の喬属に殺害された。貞定妃と諡された）
- 側室：太子保林 蔣俊（元康9年12月、謀叛罪を問われ処刑された）

### 男子
- 南陽王 司馬虨（道文）
- 濮陽哀王 司馬臧（敬文）
- 襄陽王・沖太孫 司馬尚（敬仁）
  - 母は蔣俊